# Češi ve Slovinsku

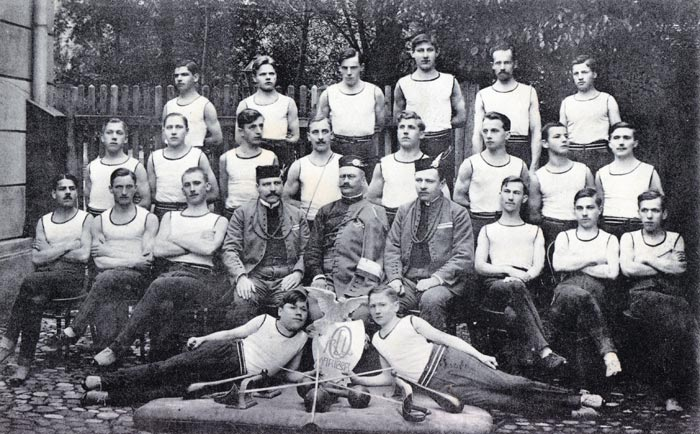
Členové tělovýchovné jednoty Slovenski Sokol v Mariboru (začátek 20. století)

Češi jsou ve Slovinsku nevelkou národnostní menšinou. Podle sčítání obyvatelstva z roku 2002 v zemi žilo 273 osob, které se přihlásily k českému původu. Zejména ve druhé polovině 19. století zde však žila početná česká komunita, která výrazně ovlivnila slovinské společenské prostředí.

## Historie

### 18. století
Od druhé poloviny 18. století, za vlády císařovny Marie Terezie, se lidé původem z českých zemí a dalších, zejména slovanských, částí Habsburské monarchie usazovali v pohraničnich oblastech Kraňska (pozdější Slovinsko), dále chorvatské Slavonie, Banátu či srbské Vojvodiny, tedy oblastí s většinově slovanským obyvatelstvem v blízkosti tehdejších hranic s Osmanskou říší. Ve Slovinsku, stejně jako v dalších oblastech, taktéž vzniklo několik českých osad.

### 19. století
S rozvojem myšlenky národních států po revolučních událostech roku 1848 a 1849 v Evropě začala být díky vzájemné národnostní a jazykové vazbě posilována vzájemná spolupráce mezi Čechy a dalšími jižními Slovany, tedy Slovinci, Chorvaty, Bosňany a dalšími. Do země přicházela řada Čechů, kteří následně výrazně přispěli k hospodářskému, městskému a kulturnímu rozvoji země: řemeslníci všech profesí, úředníci, bankéři, architekti, restauratéři, lékaři, lékárníci, učitelé, geometři či hudebníci. Slovinská snaha o emancipaci vlastního národa vůči vlivu Rakouského císařství byla inspirována českým národním obrozením a mezi oběma zeměmi následně probíhala intenzivní literární spolupráce. Řada slovinských vlasteneckých spolků a organizací pak byla vytvořena dle českého vzoru. Například roku 1863 byl v Lublani založen tělovýchovný spolek Slovenski Sokol (později Sokolska Zveza Slovenije) dle vzoru tělovýchovné jednoty Sokol pražský, založené roku 1862, jakožto vůbec první sokolská jednota mimo české země.
Češi do Slovinska začali koncem 19. století vyrážet též za turistikou. Roku 1900 byla na Spodnjih Ravneh (Dolní rovně) na severu země z iniciativy tehdejší české pobočky Slovinského horolezeckého svazu (Slovinsko planinarsko družtvo) z Prahy, mj. právníka Bohuslava Franty, farmaceuta Karla Chodounského či lékaře Stanislava Prácheňského, a slovinských alpinistů postavena horská chata nazvaná Češka koča na Spodnjih Ravneh (Česká chata na Dolních rovních, 1542 m n. m.). Ta se následně stala členy svazu hojně navštěvovanou. Stavbu projektoval český architekt Jan Podhajský, rovněř aktivní horolezec a člen svazu.
Většina ve Slovinsku usazených Čechů žila od počátku migrační vlny v 19. století v Lublani a taktéž Mariboru, kde byl údajně ve 20. a 30. letech 20. století každý pátý obyvatel Čech.

### Po roce 1945
K prudkému poklesu počtu bosenských Čechů došlo po drastických událostech druhé světové války v zemi a následného období po tzv. Rezoluci Informbira v tehdejší Socialistické federativní republice Jugoslávie, které bylo Slovinsko součástí. Kvůli rozkolu mezi Titovou Jugoslávií a zemí Východního bloku došlo na přelomu 40. a 50. let 20. století k politickému rozkolu, kvůli kterému musela většina Čechů Slovinsko, stejně jako další jugoslávské země, proti své vůli opustit, jejich půda byla následně znárodněna a jimi vlastněné podniky byly uzavřeny.  

## Osobnosti
- Josef Ressel (1794–1857) – český vynálezce
- Kašpar Mašek (Maschek či Mascek; 1794–1873), hudební skladatel a pedagog
- Antonín Nedvěd (1828–1896), hudební skladatel, pedagog a sbormistr
- Jan Rybář (1833–1913), železniční inženýr
- Anton (Antonín) Förster (1837-1926), hudební skladatel a pedagog
- Jan Vladimír Hráský (1857–1939), stavební inženýr, hydrolog a balneolog
- Václav Hejnic (1864–1928), zahradník, první městský zahradník města Lublaně
- Bohumil Němec (1868–1931), katolický kněz, jedna z prvních obětí italského fašismu
- Jindřich Vaněk (1868–1948), podnikatel a majitel velkoobchodu s osivem, narozen v Mariboru
- Ladislav Pečánka (1871–1957), bankéř a bankovní ředitel
- Vojtěch Hybášek (1873–1947), katolický kněz, hudebník a spisovatel
- Antonín Jakl (1873–1947), houslista a hudební skladatel
- Max Czeike (1879–1945), moravsko-německý architekt působící především v Mariboru
- Václav Talich (1883–1961), dirigent, v letech 1908–1912 dirigent Lublaňské filharmonie

- Alois Král (1884–1969), stavebník a pedagog, rektor Lublaňské univerzity